# 8 ½
8 ½ är en fransk-italiensk film från 1963 regisserad av Federico Fellini. Filmen handlar om filmregissören Guido Anselmi, som är filmens riktiga regissörs alter ego, som försöker komma igång med en ny film men störs av människor som vill jobba med honom. Samtidigt så lever han sig in i diverse drömmar och sidohandlingar. 
Filmen vann två Oscar för Bästa utländska film och Bästa kostym. 

## Rollista
| Marcello Mastroianni    | – Guido Anselmi                               |
| Claudia Cardinale       | – Claudia                                     |
| Anouk Aimée             | – Luisa Anselmi                               |
| Sandra Milo             | – Carla                                       |
| Rossella Falk           | – Rossella                                    |
| Barbara Steele          | – Gloria Morin                                |
| Madeleine Lebeau        | – Madeleine, l'attrice francese               |
| Caterina Boratto        | – La signora misteriosa                       |
| Eddra Gale              | – La Saraghina                                |
| Guido Alberti           | – Pace, il produttore                         |
| Mario Conocchia         | – Conocchia, il direttore di produzione       |
| Bruno Agostini          | – Bruno - il secondo segretario di produzione |
| Cesarino Miceli Picardi | – Cesarino, l'ispettore di produzione         |
| Jean Rougeul            | – Carini, il critico cinematografico          |
| Mario Pisu              | – Mario Mezzabotta                            |